# Уилбертон (Оклахома)
Уилбертон (англ. Wilburton) — город и административный центр округа Латимер в штате Оклахома в Соединённых Штатах Америки. По данным переписи 2020 года, население города составляло 2 285 человек.

## История
Был основан группой поселенцев, живших вокруг станции Риддлз, где останавливался дилижанс Баттерфилдской сухопутной почты, следовавший из Форт-Смита, штат Арканзас, в Форт-Уэрт, штат Техас. Станция была построена в 1858 году, а в качестве почтового отделения действовала с 1857 по 1861 год. По одной версии, город был назван в честь Уилла Бертона, подрядчика и геодезиста, который участвовал в планировке территории города и строительстве линии Choctaw Coal and Railway Company от Уистера до Мак-Алестера. Согласно другой версии, он был назван в честь Элиши Уилбура, который был президентом железной дороги Лехай-Вэлли. В 1891 году было открыто полноценное почтовое отделение. На момент своего основания располагался в округе Сан-Буа, входившем в состав дистрикта Мошулатубби Чокто-Нейшн.
Первоначально местная экономика была основана на разведении крупного рогатого скота и перевозке грузов. Затем, в 1890-х годах и в начале XX века, крупнейшей отраслью промышленности стала добыча угля. В 1909 году штат основал в Уилбертоне школу Оклахомскую школу горного дела и металлургии. В 1941 году название школы было изменено на Сельскохозяйственный и технический колледж Восточной Оклахомы, а в 1971 году — на Восточно-Оклахомский государственный колледж. Город несколько раз переживал крупные трагедии: так, 18 января 1926 года в результате взрыва на угольной шахте погиб девяносто один человек. 5 мая 1960 года на Уилбертон обрушился торнадо, в результате которого тринадцать человек погибли и более ста получили ранения.